# Hrabstwo Montour
Montour – hrabstwo w stanie Pensylwania w USA. Populacja liczy 18267 mieszkańców (stan według spisu z 2010 roku).
Powierzchnia hrabstwa to 342 km² (w tym 5 km² stanowią wody). Gęstość zaludnienia wynosi 53,8 osoby/km².

## Miejscowości

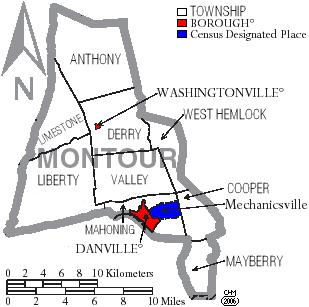
Rozmieszczenie miast i Broughs na mapie hrabstwa

### Boroughs
| - Danville | - Washingtonville |